# Късоопашат албатрос
Късоопашатият албатрос (Phoebastria albatrus) е вид птица от семейство Албатросови (Diomedeidae). Видът е световно застрашен, със статут Уязвим.

## Разпространение и местообитание
Разпространен е в Канада, Китай, Малки далечни острови на САЩ, Мексико, Русия, САЩ, Южна Корея и Япония.